# Kinbergonuphis pseudodibranchiata
Kinbergonuphis pseudodibranchiata är en ringmaskart som först beskrevs av José María Alfono Félix Gallardo 1968.  Kinbergonuphis pseudodibranchiata ingår i släktet Kinbergonuphis och familjen Onuphidae. Inga underarter finns listade i Catalogue of Life.